# Fellaster zelandiae
Fellaster zelandiae är en sjöborreart som först beskrevs av Gray 1855.  Fellaster zelandiae ingår i släktet Fellaster och familjen Arachnoididae. Inga underarter finns listade i Catalogue of Life.